# IC 3874
IC 3874 је елиптична галаксија у сазвјежђу Береникина коса која се налази на листи објеката дубоког неба у Индекс каталогу.
Деклинација објекта је + 18° 57' 27" а ректасцензија 12h 54m 34,4s. Привидна величина (магнитуда) објекта IC 3874 износи 15,2 а фотографска магнитуда 16,2. IC 3874 је још познат и под ознакама Reiz 2986, NPM1G +19.0333, PGC 87473.